# 永尾駅
永尾駅（ながおえき）は、佐賀県武雄市山内町大字犬走にある、九州旅客鉄道（JR九州）佐世保線の駅。

## 歴史
- 1942年（昭和17年）9月30日：永尾信号場（ながおしんごうじょう）として開設[2]。大塔駅の前身、大塔信号場と同時に設置された。
- 1949年（昭和24年）1月15日：信号場から駅へ昇格[2]。永尾駅（ながおえき）開業[2]。
- 1972年（昭和47年）2月10日：荷物扱い廃止[2][3]。無人駅となる[4]。
- 1987年（昭和62年）4月1日：国鉄分割民営化により、九州旅客鉄道（JR九州）の駅となる[2]。
- 2024年（令和6年）10月3日：ICカード「SUGOCA」の利用を開始[5][6]。

## 駅構造
相対式ホーム2面2線を持つ地上駅である。木造駅舎を有する。駅舎は1947年（昭和22年）築の純木造建築で、入口が線路および駅前の道路に対して斜め方向に開かれているのが特徴である。駅舎は肥前山口方面ホームに接しており、佐世保方面ホームとは跨線橋で結ばれている。駅舎横に駅建設を記念した石碑が建てられている。無人駅。

### のりば
| のりば | 路線      | 方向 | 行先                 |
| ------ | --------- | ---- | -------------------- |
| 1      | ■佐世保線 | 上り | 江北・佐賀・鳥栖方面 |
| 2      | ■佐世保線 | 下り | 早岐・佐世保方面     |

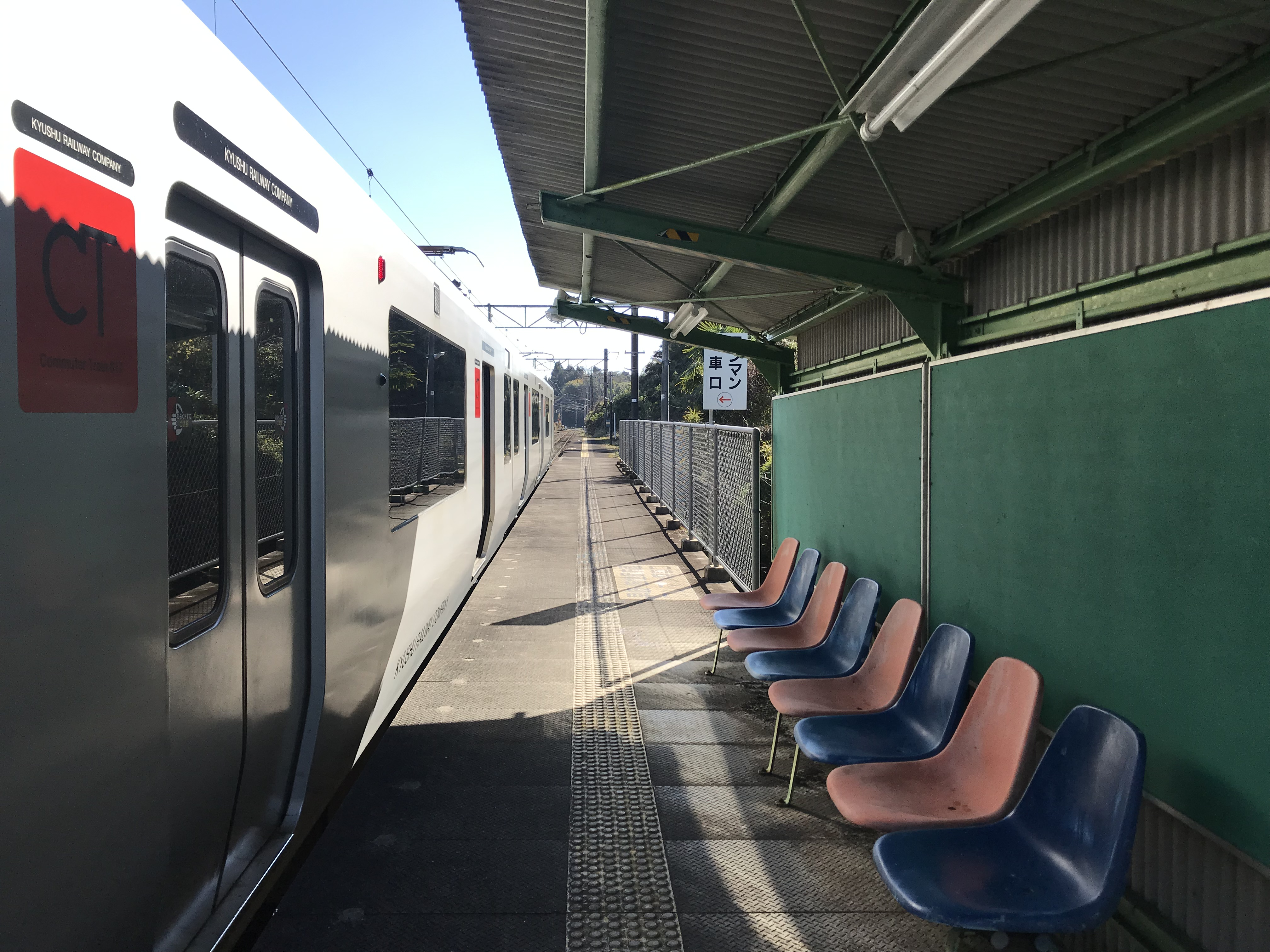
1番線ホーム（2019年1月）
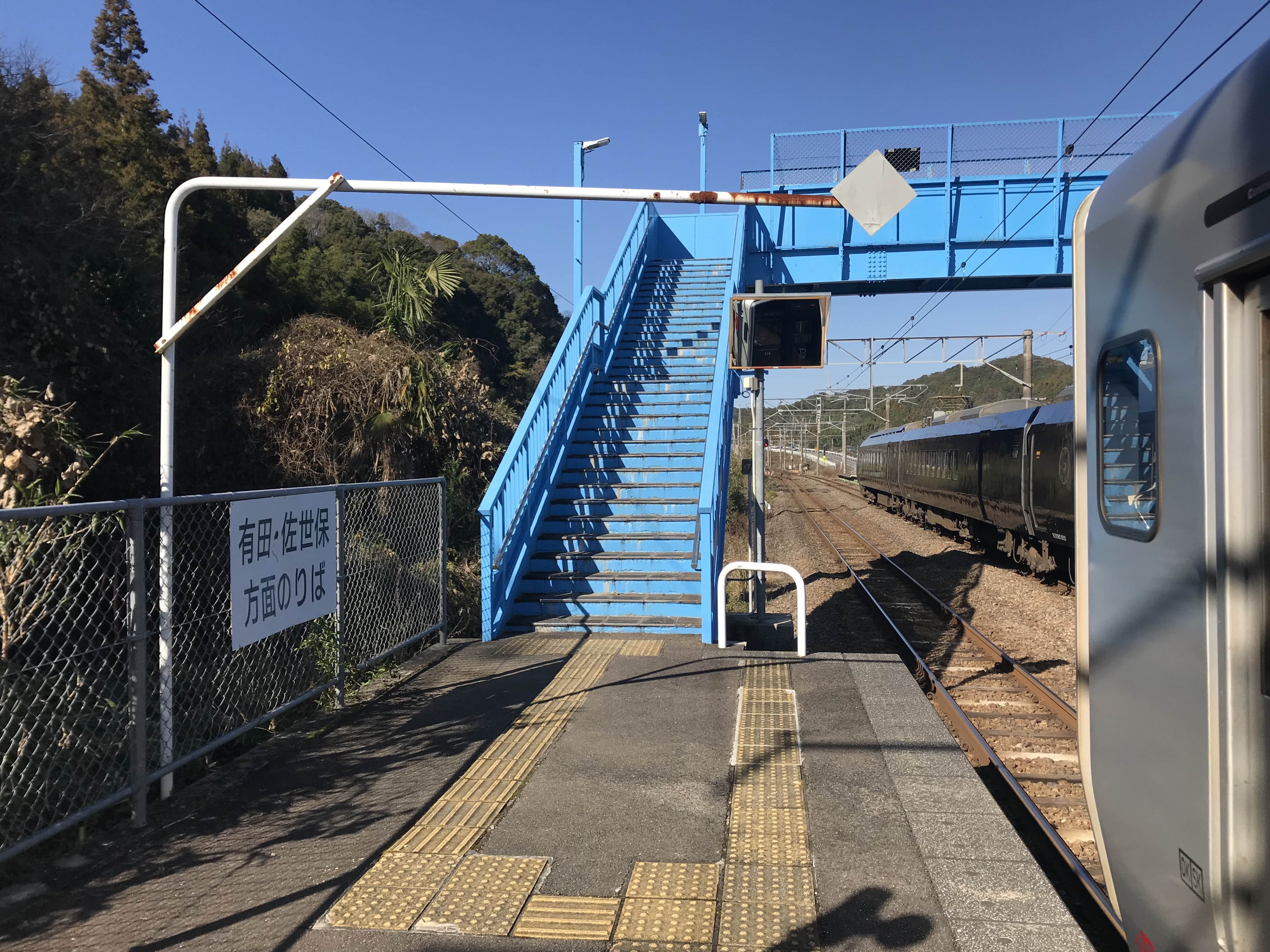
2番線ホーム（2019年1月）

## 利用状況
2011年度の1日平均乗車人員は54人である。
| 年度   | 1日平均 乗車人員 |
| ------ | ---------------- |
| 2000年 | 85               |
| 2001年 | 84               |
| 2002年 | 82               |
| 2003年 | 70               |
| 2004年 | 73               |
| 2005年 | 76               |
| 2006年 | 76               |
| 2007年 | 68               |
| 2008年 | 68               |
| 2009年 | 67               |
| 2010年 | 63               |
| 2011年 | 54               |

## 駅周辺
駅は山間にあり、水田のみが広がっている。人家もまばらである。
- 国道35号 - 駅前を佐世保線に並行して通る。
- 祐徳バス「永尾駅前」停留所 - 駅前国道35号線上。
  - 三間坂駅前 - 永尾駅前 - 上西山 - 御船ヶ丘小学校前 - 武雄温泉駅前

## 隣の駅
九州旅客鉄道（JR九州）
■佐世保線
武雄温泉駅 - 永尾駅 - 三間坂駅